# مفوض الرايخ لتوحيد الأمة الألمانية

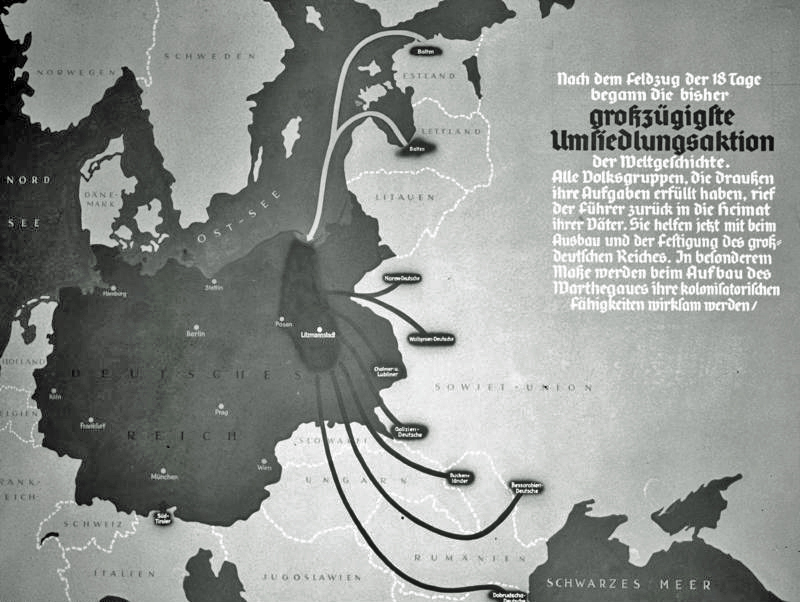
ملصق دعائي لنقل الألمانية من جميع أنحاء العالم لملء رايخسجاو فارتيلاند

مفوض الرايخ لتوحيد الأمة الألمانية (بالألمانية: Reichskommissar für die Festigung deutschen Volkstums, RKF, RKFDV)‏ كان مكتبًا في ألمانيا النازية والذي كان يشغله زعيم الرايخ إس إسهاينريش هيملر. 
أمر أدولف هتلر في 7 أكتوبر 1939 بأمر Erlaß des Führers und Reichskanzlers zur Festigung deutschen Volkstums بتعيين هيملر للقيام بالواجبات التالية: 
- الإشراف على عودة نهائية إلى الرايخ من فولكس دويتشه وأوسلاندز دويتشه (رايخ دويتشه الذي يعيش في الخارج)
- منع «التأثير الضار» للسكان الغريبة على فولكستوم الألمانية
- إنشاء مناطق جديدة مأهولة بالسكان استوطنها الألمان، ومعظمهم من العائدين.

لذلك كان المفوض مسؤولاً عن إعادة وتوطين كل من المواطنين الألمان والألمان العرقيين الذين عاشوا في الخارج، إلى ألمانيا النازية والأراضي الخاضعة للسيطرة الألمانية. 